# Dav (auteur)
Pour les articles homonymes, voir Augereau et Dav.
Dav, ou Wol, de son vrai nom David Augereau, est un scénariste et dessinateur français de bande dessinée né à Cholet le 22 février 1979.
Après des débuts dans le fanzine le Rhinolophe puis dans le Journal de Mickey, il est remarqué par Curd Ridel, qui lui propose de dessiner son premier album.
Très actif sur son blog, Dav a été un contributeur régulier du mensuel Lanfeust Mag jusqu'à son arrêt en 2019.